# Nanning
Nanning is de hoofdstad van de autonome regio Guangxi. De bevolking hier gebruikt meestal een Kantonees dialect, Zhuang of Guangxihua als moederspreektaal. Bij de volkstelling van 2020 had de stad 4,58 miljoen inwoners.

## Geografie
Nanning ligt in het zuidelijke deel van de Zhuang Autonome Regio Guangxi, 160 kilometer van de grens met Vietnam. Drie zijrivieren van de Yong, die zelf een zijrivier is van de Xi, komen samen bij de stad. Het landschap is heuvelachtig en ligt op hoogtes tussen de 70 en 500 meter boven zeeniveau. De Qingxiu berg domineert het zuidelijk deel van de stad. 
Het klimaat in Nanning is subtropisch en kent een moesson seizoen, de zomers zijn warm en in de winter kan het ook warm zijn. De bijnaam van Nanning is "Zhongguo lücheng/中国绿城", wat "groene stad van China" betekent. De gemiddelde jaartemperatuur is 21,7 °C, Er zijn ruim 361 vorstvrije dagen per jaar en sneeuw is zeer uitzonderlijk. Er staat vaak wind of een briesje en er is veel regen, de jaarlijkse neerslag is meer dan 1300 mm.

## Bestuurlijke indeling
Nanning bestaat uit 6 stadsdelen, 6 districten en 6 stadsontwikkelingszones:
Stadsdelen:
- Xingning (兴宁区)
- Qingxiu (青秀区)
- Jiangnan (江南区)
- Xixiangtang (西乡塘区)
- Liangqing (良庆区)
- Yongning (邕宁区)

Districten:
- Wuming (武鸣)
- Long'an (隆安)
- Mashan (马山)
- Shanglin (上林)
- Binyang (宾阳)
- Heng (横县)

Stadsontwikkelingszones:
- Nanning High-Tech Business DZ (南宁高新技术产业开发区)
- Nanning Economic and technology DZ (南宁经济技术开发区)
- Nanning Overseas Chinese Investment Zone (南宁华侨投资区)
- Nanning Qingxiu Mountain Resort/ Tourism Area (南宁青秀山风景名胜旅游区)
- Nanning Xiangsi Lake New Area (南宁相思湖新区)
- Nanning Liujing Industrial Park (南宁六景工业园区)

## Verkeer en vervoer

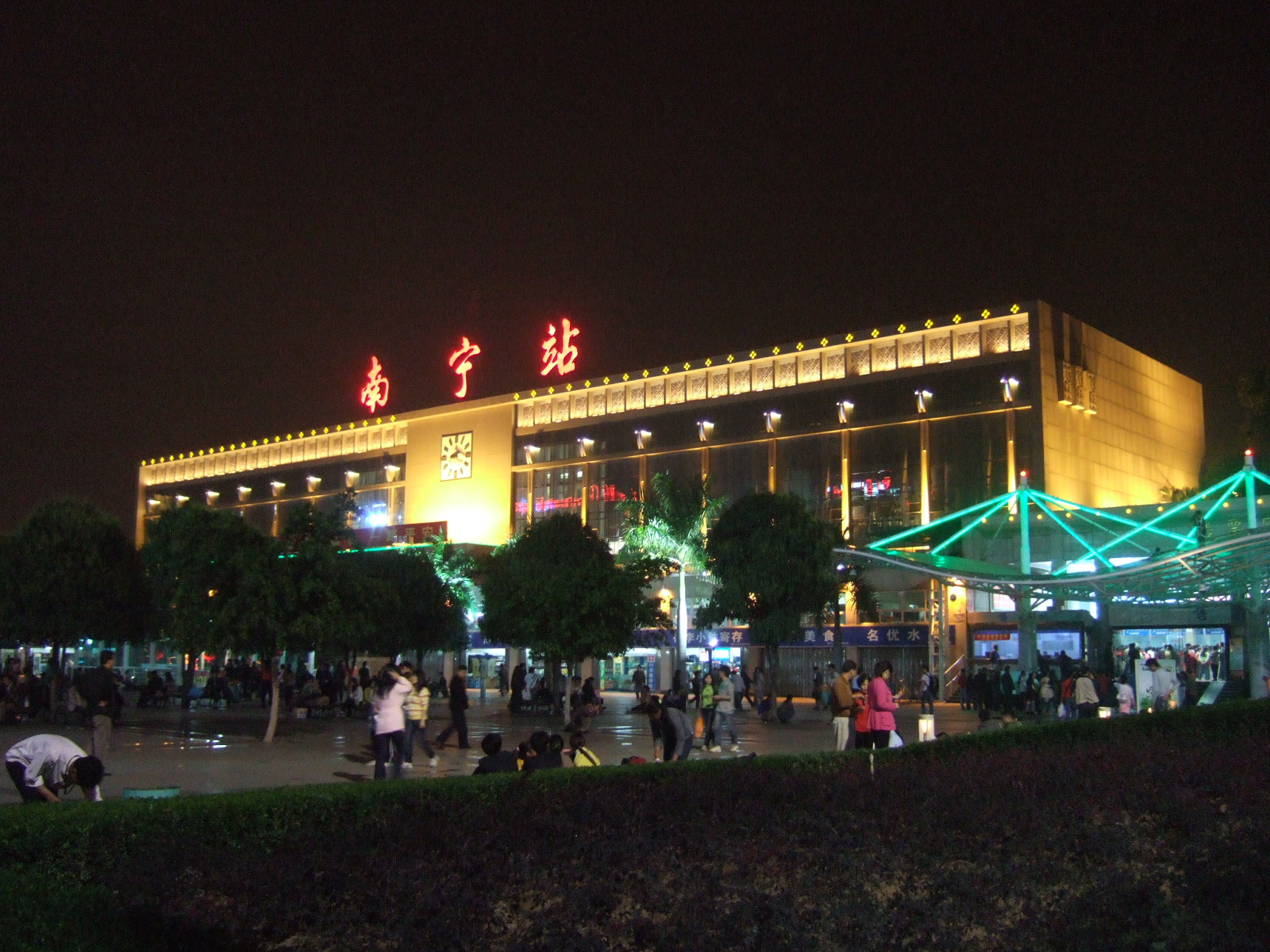
Station van Nanning

De luchthaven van Nanning is Nanning Wuxu International Airport. In de stad is er een uitgebreid metronetwerk.

## Geboren
- He Zi (1990), schoonspringster